# Карлос Андрес Санчес
Ка́рлос Андре́с Са́нчес Арко́са (ісп. Carlos Andrés Sánchez Arcosa, нар. 2 грудня 1984, Монтевідео) — уругвайський футболіст, півзахисник клубу «Монтеррей» і національної збірної Уругваю.

## Клубна кар'єра
Народився 2 грудня 1984 року в місті Монтевідео. Вихованець футбольної школи клубу «Рівер Плейт».
У дорослому футболі дебютував 2003 року виступами за команду клубу «Ліверпуль» (Монтевідео), в якій провів сім сезонів, взявши участь у 91 матчі чемпіонату.
Протягом 2010—2011 років захищав кольори команди клубу «Годой-Крус».
Своєю грою за останню команду привернув увагу представників тренерського штабу клубу «Рівер Плейт», до складу якого приєднався 2011 року. Відіграв за команду з Буенос-Айреса наступні два сезони своєї ігрової кар'єри. Більшість часу, проведеного у складі «Рівер Плейта», був основним гравцем команди.
Протягом 2013—2014 років захищав кольори команди клубу «Пуебла».
2014 року повернувся до клубу «Рівер Плейт». Цього разу провів у складі його команди два сезони.
До складу клубу «Монтеррей» приєднався 2016 року. Відтоді встиг відіграти за команду з Монтеррея 87 матчів в національному чемпіонаті.

## Виступи за збірну
2014 року дебютував в офіційних матчах у складі національної збірної Уругваю. Наразі провів у формі головної команди країни 20 матчів.
У складі збірної був учасником розіграшу Кубка Америки 2015 року у Чилі, розіграшу Кубка Америки 2016 року у США.
2 червня 2018 року був включений до заявки збірної Уругваю для участі у своїй чемпіонаті світу 2018 року в Росії.

## Титули і досягнення

### Командні
- Володар Південноамериканського кубка (1):

«Рівер Плейт»: 2014
- Володар Рекопи Південної Америки (1):

«Рівер Плейт»: 2015
- Володар Кубка Лібертадорес (1):

«Рівер Плейт»: 2015
- Володар Кубка банку Суруга (1):

«Рівер Плейт»: 2015
- Володар Кубка Мексики (1):

«Монтеррей»:  Апертура 2017

### Індивідуальні
- Футболіст року в Південній Америці (1): 2015